# Dantona discerpta
Dantona discerpta är en fjärilsart som beskrevs av Walker 1857. Dantona discerpta ingår i släktet Dantona och familjen nattflyn. Inga underarter finns listade i Catalogue of Life.